# テオブロミンシンターゼ
テオブロミンシンターゼ(Theobromine synthase、EC 2.1.1.159)は、以下の化学反応を触媒する酵素である。
S-アデノシル-L-メチオニン + 7-メチルキサンチン{\displaystyle \rightleftharpoons }S-アデノシル-L-ホモシステイン + 3,7-ジメチルキサンチン
従って、この酵素の2つの基質はS-アデノシル-L-メチオニンと7-メチルキサンチン、2つの生成物はS-アデノシル-L-ホモシステインと3,7-ジメチルキサンチンである。
この酵素は、転移酵素、特に1炭素基を転移させるメチルトランスフェラーゼのファミリーに属する。系統名は、S-アデノシル-L-メチオニン:7-メチルキサンチン N3-メチルトランスフェラーゼである。その他よく用いられる名前に、monomethylxanthine methyltransferase、MXMT、CTS1、CTS2、S-adenosyl-L-methionine:7-methylxanthine 3-N-methyltransferase等がある。